# Asplenium adiantum-nigrum
Asplenium adiantum-nigrum L., 1753 è una felce della famiglia Aspleniaceae.

## Etimologia
Il nome del genere deriva dal greco splen (milza) per la credenza degli antichi che alcune specie di queste felci avessero la virtù di guarire le malattie della milza.

## Descrizione
È una pianta perenne, dotata di un breve rizoma ramificato, con foglie lunghe 10–30 cm, 2-pennatosette, a contorno triangolare; segmenti di ultimo ordine dentati e saldati alla base; picciolo lungo metà della foglia.

## Periodo di sporificazione
Luglio - Agosto

## Distribuzione e habitat
Praterie altitudinali, da 1500 fino a 2400 m.